# Eusebio Blasco Soler
Eusebio Blasco Soler (Saragossa, 28 d'abril de 1844 - Madrid, 25 de febrer de 1903), escriptor, periodista, poeta i dramaturg espanyol, germà gran del dramaturg Ricardo Blasco Soler (1852-1917).

## Biografia
De família aristocràtica, fill d'un arquitecte, va començar estudis d'aquesta matèria, que va abandonar per dedicar-se al periodisme. Es va iniciar a Saragossa, en el setmanari satíric La Fritada (1862), i allí va estrenar, al coliseu del Cuso, la seva primera obra teatral: Vidas ajenas. Als dinou anys va marxar a Madrid per treballar en tota mena de publicacions, entre elles el Gil Blas i La Discusión. Va ser amic del tenor Julián Gayarre i de Gustavo Adolfo Bécquer, al que va conèixer en 1866 quan aquest era censor de novel·les. A causa dels disturbis revolucionaris d'aquest any, en els quals va estar implicat com a membre del partit demòcrata, va haver d'anar-se'n l'any següent a París.
Va tornar a Madrid participant en la revolució de 1868. A l'any següent, les seves influències polítiques li van permetre estar com a corresponsal en la inauguració del canal de Suez i arribar a ser secretari del ministre de Governació, Nicolás María Rivero. En 1872 es va casar amb Mariana Paniagua. Va fer amistat amb polítics com Joan Prim, Manuel Ruiz Zorrilla, Emilio Castelar o Arrieta, i va acabar canviant el seu juvenil liberalisme per la monarquia representada en la ideologia conservadora de Cánovas del Castillo, maniobra que li va permetre aconseguir el càrrec de director general de Correus amb la Restauració. Va passar després 13 anys a París, on visitava a la reina Isabel II. A la capital francesa va ser redactor en llengua francesa (que dominava a la perfecció) de Le Figaro (1881-1894) i va deixar testimoniatge d'aquests anys en llibres com París íntimo: impresiones, biografías instantáneas, retratos y siluetas (1894). Allí va tenir durant algun temps com a secretari particular a l'escriptor Manuel Bueno Bengoechea.
A partir del seu retorn a Madrid en va participar de manera activa en la vida de l'Ateneo. Es va presentar en 1899 al congrés com a socialista catòlic sense obtenir escó. Va fundar en 1899 la revista Vida Nueva. Se li atribueix la invenció de la paraula «suripanta» (com a membre d'un cor de vedettes del gènere líric), incorporada al diccionari de la Reial Acadèmia Espanyola en 1925. Va destacar també com a lletrista de cançons, entre les quals es pot citar La Partida. Va viatjar en diverses etapes de la seva vida per tot el món: Nova York, Sant Petersburg, Itàlia, Europa central i sobretot París. Va morir en 1903 a la seva casa madrilenya de la carrer de Cervantes sembla que abraçant una imatge de la Mare de Déu del Pilar.

## Obra
27 volumes abasta l'edició de les seves Obras completas (Madrid: 1903-1906). Publicà col·leccions d'articles, com Los curas en camisa (1866), però sobretot va ser un destacat comediògraf (va escriure no menys de setanta-quatre comèdies), novel·lista (Los dulces de la boda, 1872; Busilis: relación contemporánea, 1881) i poeta (Arpegios, 1866; Epigramas, 1881). Malgrat residir la major part de la seva vida fora d'Aragó, va mantenir sempre una actitud decididament aragonesista, sent autor d'uns mordaços i còmics Cuentos aragoneses (1905, i segona sèrie, de la qual van aparèixer dos volums, un en 1905 i un altre, amb lleugeres variants, en 1906). La seva vida va ser molt novelesca, i sobre ella va escriure el llibre Memorias íntimas. Molt curiós, va ser mordaç en moltes ocasions i sempre enginyós. Va freqüentar i va conèixer la bohèmia, l'èxit i el fracàs, i va ser un escriptor torrencial que va deixar abundant obra dispersa. Va deixar versos, articles de costums i crítica literària, polèmiques polítiques. Va conrear el teatre breu per hores i va practicar amb freqüència la comèdia teatral, amb obres com El joven Telémaco (primera peça estrenada a Espanya del gènere bufo, parodiant la novel·la de François Fénelon i suposadament escrita en sis dies en 1866) o Los novios de Teruel; també va fer comèdies costumistes com El pañuelo blanco. Altres obres seves són El baile de la condesa, La mosca blanca, No lo hagas y no la temas, Padres e hijos, La corte del rey Reuma, La mujer de Ulises, Un joven audaz, El vecino de enfrente, Levantar muertos, Ni tanto ni tan poco, La procesión, por dentro, La suegra del diablo, La señora del cuarto bajo, El oro y el moro...
Dirigí l'obra costumista "Madrid por dentro y por fuera" (1873), escrita per diversos autors.

## Obres

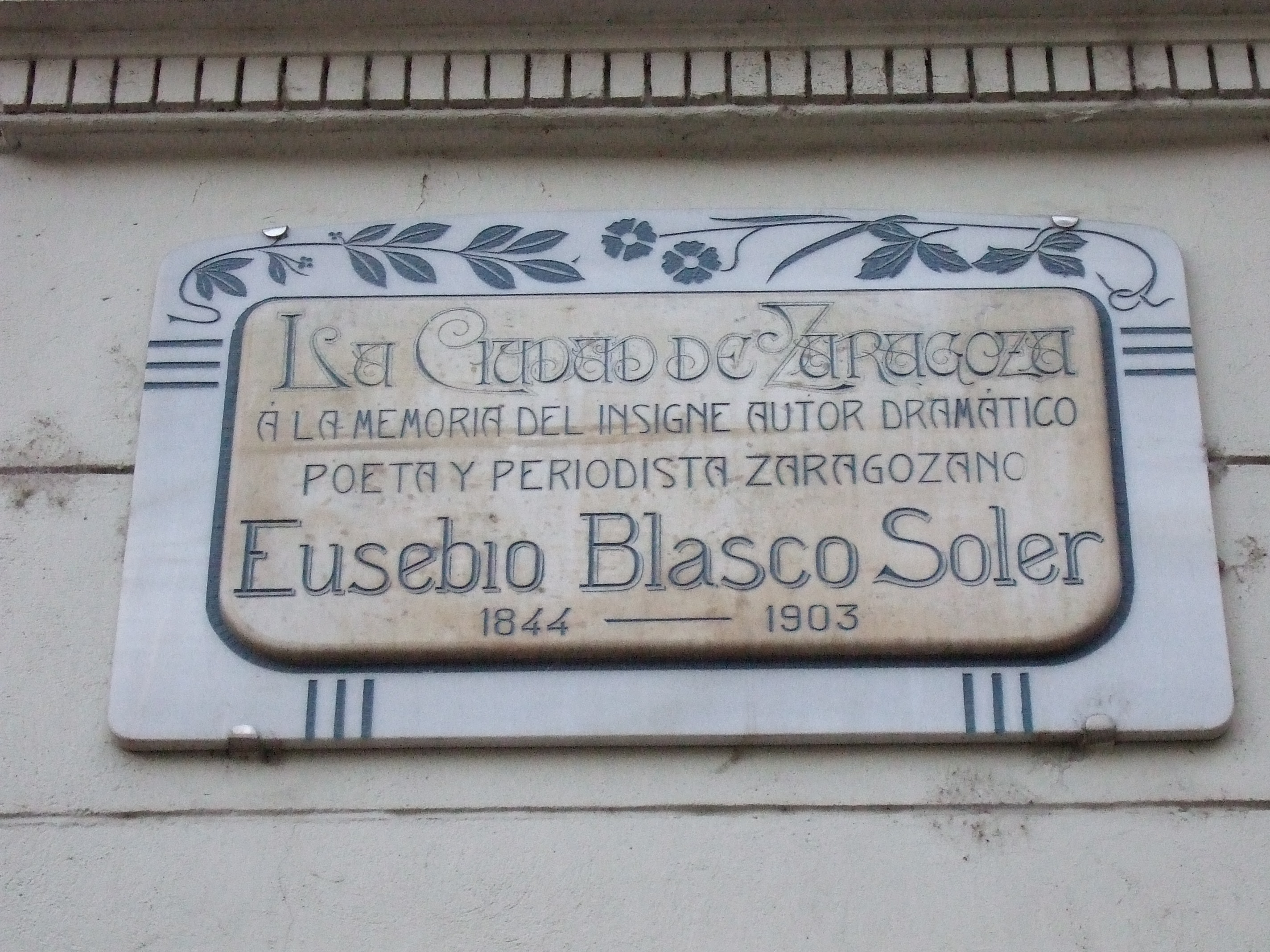
Placa dedicada a l'autor a Saragossa, al Teatro Principal.

- Obras completas, Madrid, 1905-1906, 27 vols.

### Viatge i biografies
- Recuerdos, notas íntimas de Francia y España. Madrid: Librería Fernando Fé, 1894
- Mis contemporáneos. Semblanzas varias (1886)

### Articles
- Los curas en camisa (1866).

### Narrativa
- Los dulces de la boda, 1872
- Busilis: relación contemporánea, 1881
- Cuentos aragoneses (1905)

### Poesia
- Arpegios, 1866.
- Soledades, 1876.
- Poesías festivas, 1880.
- Epigramas, 1881.

### Teatre
- El joven Telémaco, 1866, parodia bufa.
- Pablo y Virginia, 1867, parodia bufa.
- La corte del rey Reuma, 1886, paròdia bufa.
- Los dulces de la boda, 1871.
- El baile de la condesa, 1872.
- La procesión por dentro, 1873.
- La rosa amarilla, 1877.
- Moros en la costa, 1879.
- La posada de Lucas, 1882.
- Un joven andaluz, 1874, juguete cómico.
- Juan de León, 1895, drama.